# Allosuctobelba centroamericana
Allosuctobelba centroamericana är en kvalsterart som först beskrevs av Woas 1986.  Allosuctobelba centroamericana ingår i släktet Allosuctobelba och familjen Suctobelbidae. Inga underarter finns listade i Catalogue of Life.